# XLink Kai

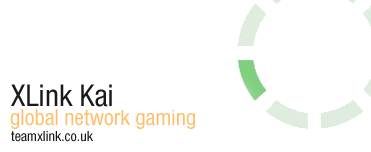
Logo de XLink Kai.

XLink Kai es un sistema desarrollado por Team XLink para jugar en línea con videojuegos de consolas compatibles. Permite a los usuarios jugar a través de Internet utilizando un túnel para crear una red de área local (LAN) artificial. En cierta medida, es algo similar a lo que se logra utilizando el software Hamachi en PC. Funciona con las consolas Xbox, Xbox 360, PlayStation 2, PlayStation 3, PlayStation Portable y Nintendo GameCube. Representa en la práctica una alternativa gratuita a sistemas de pago como Xbox Network y PlayStation Network. Según su sitio web oficial, es compatible con más de mil videojuegos y cuenta con más de dos millones de usuarios en todas las plataformas.
Para que XLink Kai funcione, es necesario instalar un cliente llamado Kai en una PC, Mac o en un dispositivo con un sistema operativo basado en GNU/Linux. El cliente permite que las consolas de videojuegos puedan conectarse a través de Internet y contactarse con otros jugadores.

## Características principales
Es compatible con todos los videojuegos que dispongan de un modo LAN (o system link) en Xbox, Xbox 360, PlayStation 2, PlayStation 3, Nintendo GameCube y PlayStation Portable. En esta última funciona a través de la conexión Wi-Fi con la opción ad-hoc, simulando una conexión de infraestructura. En el caso de la X360, Microsoft ha diseñado la consola para ser incompatible con este tipo de software, ya que automáticamente anula la conexión si el ping es superior a 30 ms. Sin embargo, fue lanzado un parche para evitar esta limitación en consolas con el hack Jtag y RGH.
El cliente Kai puede ser ejecutado en una interfaz de navegador (WebUI), desde la que se puede acceder a los juegos agrupados por consola, categoría y región geográfica. Posee un chat integrado y, en general, no requiere configuraciones especiales de red, aún si se utiliza un router ya que es compatible con UPnP. Es compatible con redes inalámbricas y también soporta el uso de proxies. Tiene además funcionalidad remota a través de dashboards caseros (únicamente para Xbox).

## Integración con XBox Media Center
Existe un cliente para XLink Kai que se ejecuta sobre Xbox Media Center (XBMC). El mismo permite controlar el software desde la interfaz del XBMC. Existe incluso un skin que le da al cliente una apariencia similar al dashboard que la Xbox trae por defecto.
XLink Kai fue removido del XBMC a partir del build 14099. Para poder utilizarlo es necesario tener instalada una versión anterior.